# Extreme metal
El metal extrem és un terme utilitzat per englobar els subgèneres de heavy metal més agressius. Encara que no es refereix a un gènere musical específic, inclou a molts dels subgèneres del metal creats en la dècada de 1980 com thrash metal, black metal, death metal, doom metal i a vegades speed metal.